# Sartoria
Sartoria là một chi thực vật có hoa trong họ Đậu, phân họ Faboideae.